# Zhuliangomyces
Zhuliangomyces Redhead – rodzaj grzybów z rodziny muchomorowatych (Amanitaceae).

## Systematyka i nazewnictwo
Pozycja w klasyfikacji według Index Fungorum: Amanitaceae, Agaricales, Agaricomycetidae, Agaricomycetes, Agaricomycotina, Basidiomycota, Fungi.
Takson utworzył Scott Alan Redhead w 2019 r.
Gatunki:
- Zhuliangomyces illinitus (Fr.) Redhead 2019 – tzw. muchomornica śluzowata
- Zhuliangomyces ochraceoluteus (P.D. Orton) Redhead 2019
- Zhuliangomyces pakistanicus Usman & Khalid 2020
- Zhuliangomyces subillinitus (Guzmán) Redhead 2019

Wykaz gatunków i nazwy naukowe na podstawie Index Fungorum. Nazwy polskie według Władysława Wojewody.
W Polsce występują Z. illinitus i Z. ochraceoluteus (podane jako Limacella).